# Montiferru

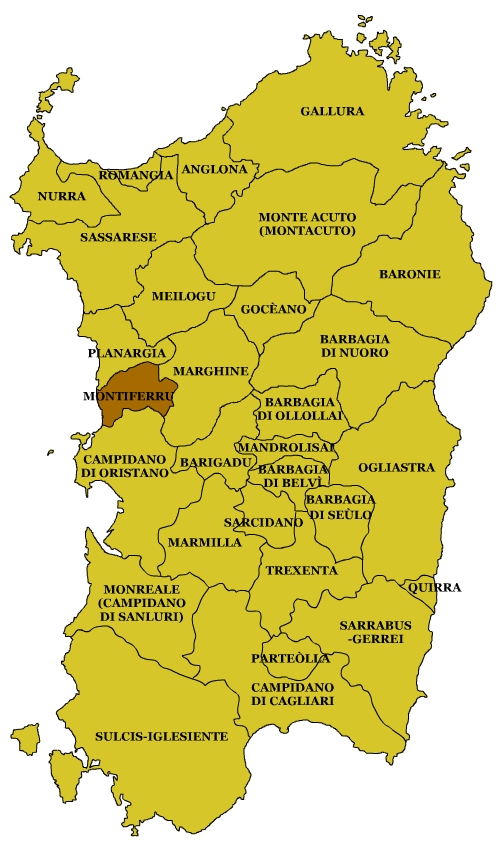
La comarca o subregión de Montiferru, en Cerdeña.

El Montiferru es una comarca de la Cerdeña centro-occidental, que toma el nombre del macizo de origen volcánico homónimo. La máxima elevación es la del Monte Urtigu (1050 m s. n. m.). El complejo volcánico, inactivo desde hacía más de un millón de años, se caracterizaba por erupciones de lava que crearon nuevas tierras al este, con la vasta meseta de Abbasanta, caracterizado por terrenos basálticos, o al oeste hasta la franja costera. Ocupa una superficie de 486,53 kilómetros cuadrados, con una densidad de población de 28,57 hab./km². Se extiende por los términos de: Bonarcado, Cuglieri, Narbolia, Paulilatino, Santu Lussurgiu, Scano di Montiferro, Seneghe y Sennariolo
Un ulterior testimonio visible de esta actividad volcánica eruptiva la da las escorias de basalto del litoral de la zona. El macizo del Montiferru tiene una extensión de alrededor de 700 km² y se encuentra entre las más importantes edificios volcánicos de la isla. 
El territorio del macizo no presenta más los fenómenos típicos del vulcanismo secundario, pero la comarca es rica en aguas que surgen y alimentan los afluentes del río Mannu. La costa del Montiferru es casi completamente alta y recortada, con pocos fondeaderos. 
Según observaciones basadas en la zona de territorio de origen basáltico en torno al macizo, el volcán debía alcanzar una altura de cerca de 1.600-1.700 m. La posterior erosión de los agentes atmosféricos ha contribuido ulteriormente a transportar las rocas al fondo del valle en un radio de cerca de 15 km. 

## Enlaces externos

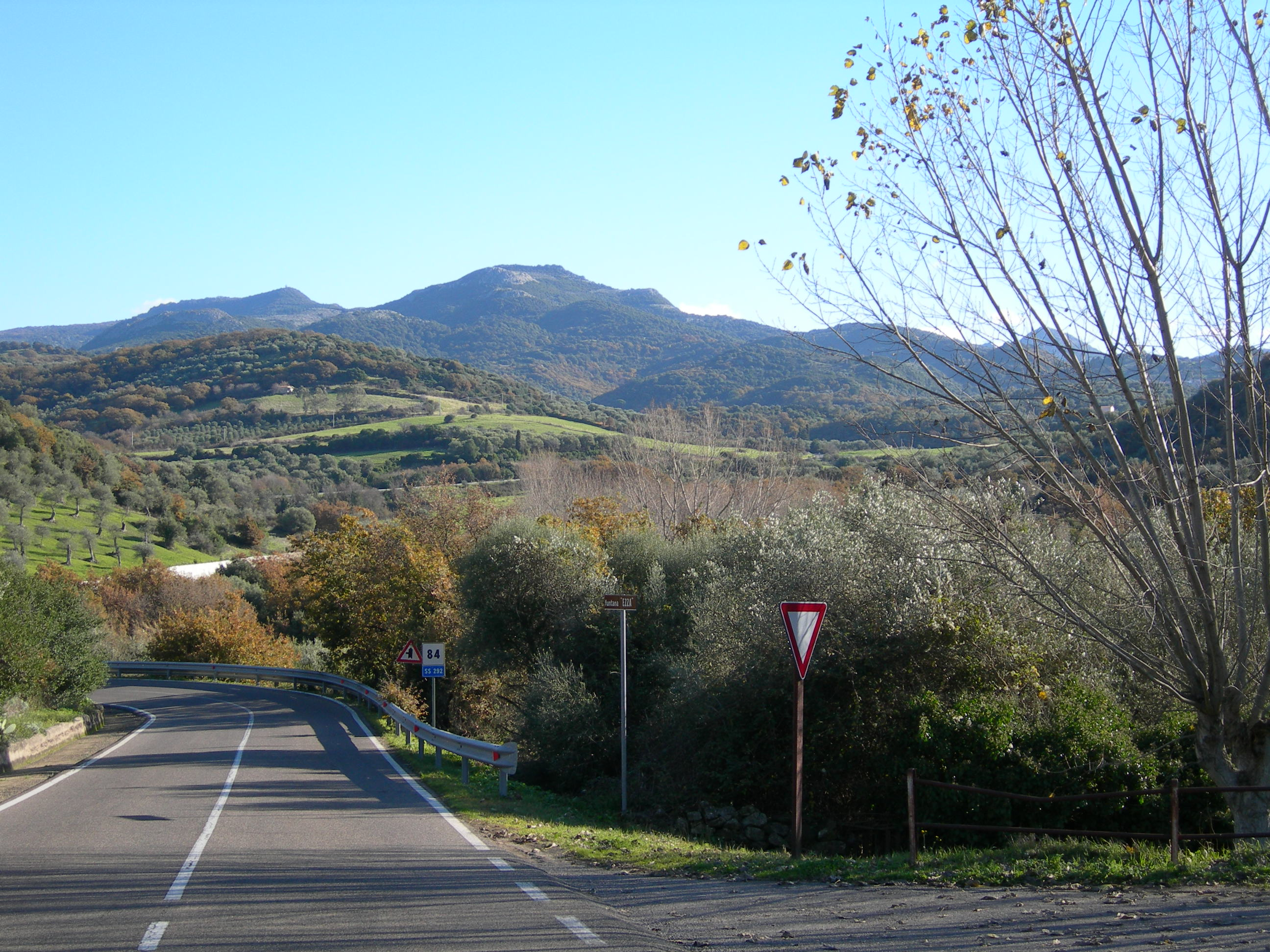